# Martin Retov
Martin Retov (ur. 5 maja 1980 w Rødovre) – duński piłkarz występujący na pozycji pomocnika, po zakończeniu kariery zawodniczej również trener piłkarski.

## Kariera klubowa
Retov zawodową karierę piłkarską rozpoczynał w 1998 w Køge BK z 1. division. W 2002 awansował z zespołem do Superligaen. W tych rozgrywkach zadebiutował 28 lipca 2002 w zremisowanym 2:2 pojedynku z Akademisk BK. W tym samym roku odszedł do Brøndby IF, również grającego w Superligaen. Pierwszy ligowy mecz zaliczył tam 6 października 2002 przeciwko Køge BK (1:2). 17 kwietnia 2003 w wygranym 2:1 spotkaniu z Køge BK strzelił pierwszego gola w Superligaen. W Brøndby spędził 6 lat. W tym czasie zdobył z klubem mistrzostwo Danii (2005), 3 puchary kraju (2003, 2005, 2008), 2 Puchary Ligi Duńskiej (2005, 2006), a także wywalczył z nim 3 wicemistrzostwa Superligaen (2003, 2004, 2006). Łącznie w barwach tego zespołu rozegrał 159 spotkań ligowych, w których strzelił 18 goli.
W 2008 Retov podpisał kontrakt z niemiecką Hansą Rostock, występującą w 2. Bundeslidze. Zadebiutował w niej 18 sierpnia 2008 w zremisowanym 2:2 pojedynku z Duisburgiem. Barwy Hansy reprezentował przez 2 lata. W tym czasie rozegrał dla tego zespołu 55 spotkań ligowych, w których zdobył 4 bramki. W 2010 wrócił do Danii, gdzie został graczem AC Horsens z Superligaen. Pierwszy ligowy mecz w jego barwach zaliczył 18 lipca 2010 przeciwko FC Midtjylland (0:2). W sezonie 2012/2013 Horsens spadł do 1. division. Latem 2015 Retov zakończył piłkarską karierę.

## Kariera reprezentacyjna
W reprezentacji Danii Retov zadebiutował 28 kwietnia 2004 w wygranym 1:0 towarzyskim meczu ze Szkocją. W latach 2004–2008 w drużynie narodowej rozegrał w sumie 6 oficjalnych spotkań. Grał też w kadrze Danii U-21.

## Kariera trenerska
Po zakończeniu kariery piłkarskiej, Retov został asystentem trenera w młodzieżowej drużynie Aarhus GF. W 2016 został asystentem trenera zespołu U-17 Brøndby IF, a w latach 2017–2019 pełnił tę samą funkcję w pierwszej drużynie klubu. Od lutego do czerwca 2019 był tymczasowym trenerem Brøndby. Od sezonu 2019/2020 ponownie był asystentem trenera w tym klubie. W marcu 2024 AC Horsens ogłosiło, że Retov od sezonu 2024/2025 będzie pierwszym szkoleniowcem tego zespołu. Pełnił tę funkcję do 1 marca 2025. W maju 2025 został ogłoszony nowym trenerem Hvidovre IF.